# 豊浦宮

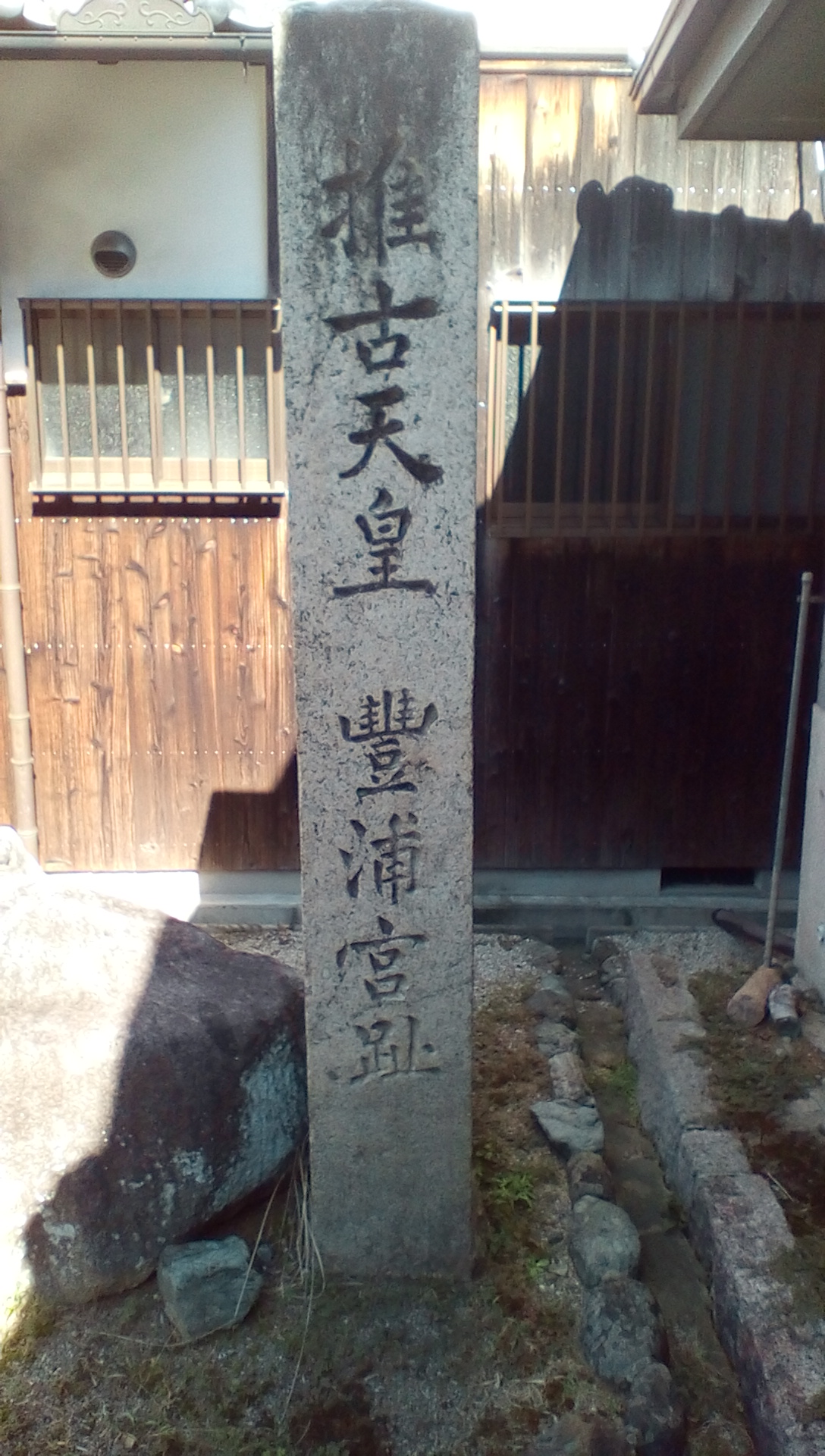
豊浦宮跡碑

豊浦宮（とゆらのみや）とは、奈良県明日香村豊浦付近にあったと推定される推古天皇の宮室。

## 概要
592年（崇峻5年）12月に推古天皇が豊浦宮に即位してから、小墾田宮に遷都するまでの宮室である。飛鳥の地に次々と宮殿が作られる端緒となった宮室で、飛鳥時代はこの宮の造営に始まったともいわれる。
豊浦の地は、推古天皇の母方の祖父・蘇我稲目の向原家のあったところであり、早くから蘇我氏の本拠地であった。物部氏を滅ぼして絶大な権力を得た稲目の子・馬子は、飛鳥の中心・真神原に飛鳥寺を建立する一方、皇居をも自らの本拠地に遷移させたのである。
だが、豊浦宮は、中国を中心とする国際社会に飛躍する推古朝の宮室としては手狭であり、603年にすぐ近くの小墾田宮に遷都することとなった。

## 発掘調査
1985年の春、豊浦にある向原寺の境内の発掘調査が行われた。この調査により、7世紀前半建立の豊浦寺の講堂と思われる大規模な瓦葺きの礎石建物が発見され、その下層からは石敷を伴う掘立柱建物が掘り出された。建物の周囲を石敷舗装するのは飛鳥の宮殿遺跡の特徴であり、発掘遺構の構造や年代から、豊浦宮と推定された。